# Lotus candidissimus
Lotus candidissimus är en ärtväxtart som beskrevs av Auguste Jean Baptiste Chevalier. Lotus candidissimus ingår i släktet käringtänder, och familjen ärtväxter. Inga underarter finns listade i Catalogue of Life.